# Fabio Baldato
Fabio Baldato (nascido em 13 de junho de 1968) é um ex-ciclista italiano. Em 2008, Baldato foi o ciclista mais velho em uma equipe de categoria UCI ProTour. Durante seus anos como profissional, ele conseguiu mais de 50 vitórias, a maioria em provas de velocidade. Ele venceu etapas nas três grandes voltas.